# Saint Matthieu et l'Ange
Pour les articles homonymes, voir Saint Matthieu et l'Ange (homonymie).
Saint Matthieu et l'Ange (en italien San Matteo e l'angelo) est un tableau de Caravage peint vers 1602 pour la chapelle Contarelli de l'église Saint-Louis-des-Français de Rome où il est conservé depuis. Ce tableau fait partie d'une commande de trois pièces distinctes devant décorer la chapelle, toutes liées à la figure de saint Matthieu l'évangéliste : le Saint Matthieu et l'Ange le montre précisément en train de rédiger son évangile sous la dictée d'un ange. La première proposition de Caravage pour répondre à la commande étant rejetée, c'est une seconde version d'un style et d'une composition tout à fait différents qui est finalement installée dans la chapelle.

## Historique

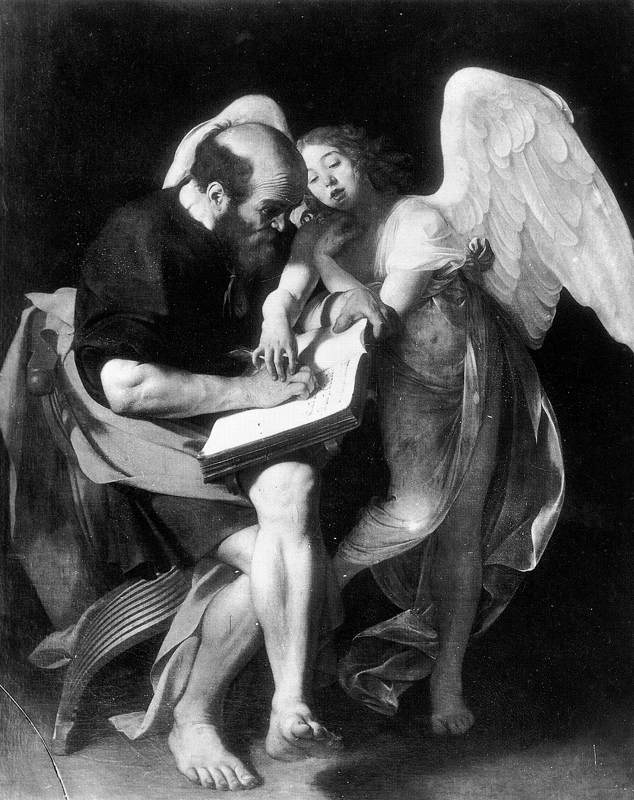
Reproduction en noir et blanc de la première version (v. 1602) détruite pendant la Seconde Guerre mondiale au cours d'un bombardement. Huile sur toile,, Berlin, musée de Bode.

Ce tableau fait suite à la commande du cardinal français Matthieu Contarelli de fournir une décoration somptueuse pour la chapelle qu'il avait acquise dans l'église Saint-Louis-des-Français. À la suite de son décès en 1585, les Crescenzi (ses exécuteurs testamentaires) passent commande en 1599 au jeune Caravage pour décorer la chapelle d'un cycle de trois peintures sur la vie de saint Matthieu
 : il s'agit successivement du Martyre de saint Matthieu, de la Vocation de saint Matthieu puis du Saint Matthieu et l'Ange qui constitue le retable, tableau central de l'autel. Ce retable remplace un groupe sculpté de la main de Cobaert, qui n'avait pas donné satisfaction au clergé de l'église. Caravage reçoit pour cette triple commande la somme de 400 écus, très importante pour l'époque.
Une première version de ce tableau est refusée car jugée « trop naturelle » — non seulement pour la sensualité de l’ange jugée triviale, mais aussi pour la vulgarité de la posture du saint, et même pour la saleté de ses pieds, minutieusement reproduite d’après modèle. Le marquis Guistiniani en fait toutefois l'acquisition ; ses descendants la cèdent en 1815 au musée Kaiser-Friedrich de Berlin (aujourd'hui musée de Bode), où il sera détruit pendant la Seconde Guerre mondiale.
Cette première version est suivie vers 1602 de la version conservée à la chapelle Contarelli, acceptée cette fois par les commanditaires. Le succès de cette trilogie de Saint-Louis-des-Français renforce la célébrité de Caravage, autant qu'elle alimente diverses polémiques autour de la valeur de son art, et lui ouvre la voie pour d'autres commandes prestigieuses, dont celle de la chapelle Cerasi dans l'église Santa Maria del Popolo, pour laquelle il peint le Crucifiement de saint Pierre et la Conversion de saint Paul.
Quatre siècles plus tard, le retable ainsi que les deux toiles latérales sont toujours en place dans la chapelle romaine. Largement dépréciées au fil du temps dans l'obscurité des lieux, ces œuvres sont redécouvertes par le grand public au début des années 1920, essentiellement grâce au critique Roberto Longhi. Le retable est restauré en 1939.

## Description
Saint Matthieu est vêtu d'une tunique orange et rouge, dans le style des philosophes antiques. Le modèle est vraisemblablement le même que pour le Martyre. Au-dessus de sa tête est matérialisée une auréole dorée presque invisible dans l'ombre, symbole des Saints. Il est en train d'écrire un texte, vraisemblablement son évangile. Il est en présence d'un ange drapé de blanc, flottant dans l'air, qui semble lui parler et lui désigner d'un geste des mains l'organisation du texte.
Saint Matthieu pose un genou sur un tabouret de bois et s'appuie sur sa table d'écriture, en bois elle aussi. Le décor est sombre, et les personnages s'en distinguent très nettement par le jeu de clair-obscur très prisé par Caravage. Ils sont fortement illuminés malgré l'absence d'une source de lumière identifiée.

## Analyse
Contrairement à la première version refusée, l'ange n'est plus en contact physique direct avec Matthieu et ne lui guide plus la main, mais se situe dans une dimension supérieure, symboliquement plus distante ; même s'il inspire directement le saint, celui-ci n'est plus réduit à un simple rôle de scribe mais accède à une certaine dignité intellectuelle.
Toutefois, la pose de Matthieu est décalée, presque en déséquilibre sur ce banc sur lequel il semble ne pas avoir eu le temps de s'asseoir. Le critique Alfred Moir l'interprète comme un signe d'obéissance à « l'inspiration du moment, une inspiration divine dont l'ange est la source ». En revanche, la composition générale avec cet ange volant au-dessus du saint est classique pour le XVIe siècle ; Caravage a pu ainsi être inspiré par différents artistes comme le Vénitien Francesco Bassano dont l'Inspiration de saint Jean l'Évangéliste présente certains points communs avec Saint Matthieu et l'Ange.
Giovanni Pietro Bellori, critique d'art et biographe quasi contemporain de Caravage, insiste sur l'épisode de la double version du tableau et indique que le rejet du premier tableau « jeta un grand trouble dans [son] esprit et le fit presque désespérer de sa renommée ; (…) Caravage se désespérait d'un tel affront (…) » ; il souligne ensuite que « Caravage ne ménagea point ses efforts pour le succès [du] deuxième tableau » et qu'il chercha à donner « plus de naturel à la figure du saint qui écrit l'Évangile » en mettant en scène l'instant où l'inspiration fait écrire Matthieu. Cette interprétation des choses, si elle n'est pas impossible, est toutefois contestée par Peter Robb qui voit d'immenses différences entre le premier projet éminemment subversif, et le suivant beaucoup plus consensuel et finalement beaucoup moins représentatif de l'art de Caravage : Robb perçoit dans ce traitement une forme de subversion inversée.
Le fait que le retable vienne remplacer un groupe sculpté qui n'a finalement pas été accepté (Cobaert n'ayant pas pu répondre entièrement à la commande) peut avoir son importance quant au choix de la composition et du style du tableau : l'épaisseur dans le modelé, la recherche de profondeur et de tri-dimensionnalité peuvent chercher à compenser l'absence d'une sculpture au-dessus de l'autel.